# Liste der Monuments historiques in Marey-sur-Tille
Die Liste der Monuments historiques in Marey-sur-Tille führt die Monuments historiques in der französischen Gemeinde Marey-sur-Tille auf.

## Liste der Immobilien
| Bezeichnung                    | Beschreibung           | Standort                 | Kennzeichnung | Schutzstatus | Datum | Bild           |
| ------------------------------ | ---------------------- | ------------------------ | ------------- | ------------ | ----- | -------------- |
| Torfahrt mit Handwerkssymbolen | bezeichnet 1825        | 15 rue de Grancey (Lage) | PA00112749    | Classé       | 1991  |                |
| Kirche St-Loup-de-Troyes       | ab dem 13. Jahrhundert | Rue de Varoux (Lage)     | PA00112525    | Inscrit      | 1927  | weitere Bilder |

## Liste der Objekte
| Bezeichnung                   | Beschreibung               | Standort                               | Kennzeichnung | Schutzstatus | Datum | Bild |
| ----------------------------- | -------------------------- | -------------------------------------- | ------------- | ------------ | ----- | ---- |
| Pietà                         | Kalkstein, 16. Jahrhundert | in der Kirche St-Loup-de-Troyes (Lage) | PM21001414    | Classé       | 1923  |      |
| Skulptur Johannes Evangelist  | Kalkstein, 17. Jahrhundert | in der Kirche St-Loup-de-Troyes (Lage) | PM21001415    | Classé       | 1923  |      |
| Skulptur Lukas der Evangelist | Kalkstein, 17. Jahrhundert | in der Kirche St-Loup-de-Troyes (Lage) | PM21001416    | Classé       | 1923  |      |